# Массовый расход
Массовый расход — масса вещества, которая проходит через заданную площадь поперечного сечения потока за единицу времени. Измеряется в единицах массы за единицу времени, в системе единиц СИ выражается в килограммах за секунду (кг/с). Обычно обозначается {\displaystyle Q_{M}} или {\displaystyle {\dot {m}}}.
Понятие массового расхода используется для характеристики потоков таких сред, как: газы, жидкости, сыпучие вещества и газопылевые смеси.
Для расчёта массовых расходов используют значения средней скорости потока как усреднённой характеристики интенсивности протекания вещества. Средней скоростью потока в данном сечении называется такая одинаковая для всех точек сечения потока скорость движения вещества, при которой через это сечение проходит тот же расход, что и при действительном распределении скоростей движения вещества.
Массовый расход может быть вычислен через плотность вещества, площадь сечения потока и среднюю скорость потока в этом сечении:
{\displaystyle Q_{M}=\rho \,V\,S,}
где:
- {\displaystyle Q_{M}} — массовый расход, кг/с;
- ρ — плотность вещества, кг/м³;
- V — средняя скорость потока, м/с;
- S — площадь сечения потока, м².

Формула может быть выражена через объёмный расход:
{\displaystyle Q_{M}=\rho \cdot Q,}
где:
- ρ — плотность вещества, кг/м³;
- Q — объёмный расход, м³/с.